# 竹内勝彦
竹内 勝彦（たけうち かつひこ、1938年2月19日－）は、日本の政治家。元公明党衆議院議員（6期）。

## 来歴
長野県埴科郡戸倉町出身。1961年東京電機大学工学部卒。兼松江商勤務、聖教新聞記者を経て、公明党京都府本部書記長となり、1976年の総選挙で旧京都1区から立候補して初当選。6期務めた。1993年に引退。

## 著書
- 「いのちの水―かけがえのない“日本の水”を守れ」竹井出版、1984年